# Список библейских имён/В
Библейские имена собственные, начинающиеся с буквы В, — предмет изучения библейской ономастики (ономатологии), отрасли библеистики, изучающей упоминаемые в Библии собственные имена персоналий, теофорные имена, а также названия городов, местностей и пр.. В список включены имена: привычные для еврейского читателя Ветхого Завета — согласно ЕЭБЕ, привычные для русского читателя Синодальному переводу — согласно БЭАН; а также свойственный библейским именам символический смысл.

## Ва~
| Википедия                   | ЕЭБЕ                                           | БЭАН                                        | Смысл имени согласно БЭАН и ЕЭБЕ                                      | Строка Библии |
| --------------------------- | ---------------------------------------------- | ------------------------------------------- | --------------------------------------------------------------------- | --- |
| Баал                        | Баал, Бел                                      | Ваал (божество)                             | владыка (ЕЭБЕ); господин (БЭАН)                                       | |
| Ваал (Библия)               | Баала                                          | Ваал (название)                             |                                                                       | |
| Ваала (библейский город)    | Баала — 3) (Бала; Билга)                       | Ваала (Вала; Билга)                         | госпожа                                                               | |
| Баал                        |                                                | Ваала-капище                                |                                                                       | (3Цар. 16:32) «И поставил он Ваалу жертвенник в капище Ваала, который построил в Самарии»                                                                      |
| Ваалвериф                   | Баал-Берит                                     | Ваалвериф                                   | Ваал союза                                                            | |
| Ваал-Гад                    | Баал-Гад (Баал-Хермон)                         | Ваал-Гад                                    | владыка счастья                                                       | |
| Ваал-Гамон                  | Баал-Гамон                                     | Ваал-Гамон                                  | Господь множества                                                     | |
| Ваал-Гацор                  |                                                | Ваал-Гацор                                  | Господь селения                                                       | |
| Ваали                       | Баалим, Беалим (мн.ч.)                         | Ваали                                       | господин мой                                                          | |
| Ваалис                      | Баалис                                         | Ваалис                                      | сын радости, восторга                                                 | |
| Ваал-Меон                   | Баал-Меон (Бет-Баал-Меон; Бет-Меон; Беон)      | Ваал-Меон                                   | жилище Ваала                                                          | |
| Вааловы высоты              | Бамот-Баал                                     | Вааловы высоты (Бамоф-Ваал), горная область | высоты Баала                                                          | |
| Ваал-Перацим                | Баал-Перацим                                   | Ваал-Перацим                                | владыка расторжений, поражений                                        | |
| Ваалсам                     |                                                | Ваалсам (Маасея)                            |                                                                       | |
| Ваал-Фамар                  | Баал-Тамар (Бет-Тамар)                         | Ваал-Фамар                                  | место пальм                                                           | |
| Бельфегор                   | Баал-Пеор                                      | Ваал-Фегор                                  | [на горе Пеор] ЕЭБЕ: обнажать, раскрывать; БЭАН: отверстие, раскрытие | (Пс. 105:28) «не слушались гласа Господня… прилепились к Ваалфегору» (Чис. 35:3) «прилепился Израиль к Ваал-Фегору. И воспламенился гнев Господень на Израиля» |
| Ваал-Цефон                  | Баал-Цефан                                     | Ваал-Цефон, египетский город                | место, посвященное Тифону                                             | |
| Ваал-Шалиша                 | Баал-Шалиша                                    | Ваал-шалиша                                 | тройная область или земля                                             | |
| Баана                       | Баана                                          | Ваана (Баана)                               | сын скорби                                                            | |
| Вааний                      |                                                | Вааний                                      |                                                                       | |
| Вааса (царь Израиля)        | Баеша                                          | Вааса                                       | храбрость, смелость                                                   | (3Цар. 15:16) «война была между Асою и Ваасою, царем Израильским, во все дни их»                                                                               |
| Ваасея                      |                                                | Ваасея                                      | дело Иеговы                                                           | |
| Вавий                       | Бебай                                          | Вавий (Бевай)                               |                                                                       | |
| Вавилон                     | Вавилон                                        | Вавилон                                     | смешение                                                              | |
| Вавилония                   | Вавилония (Синнеар; Страна халдеев; Кардуниаш) | Вавилония (земля Нимврода)                  |                                                                       | |
| Вавилонская башня           | Вавилонская башня (Вавилонское столпотворение) | Вавилонская башня                           | смешение                                                              | |
| Вавилоняне                  | Вавилоняне                                     | Вавилония                                   |                                                                       | |
| Сеннаарская одежда          | Вавилонская мантия                             | Сеннаарская одежда, похищенная Аханом       |                                                                       | (Нав. 7:21) «увидел я одну прекрасную Сеннаарскую одежду… и я взял это; и вот, оно спрятано в земле среди шатра моего, и серебро под ним»                      |
| Вагеб                       | Вагеб                                          |                                             |                                                                       | (Чис. 21:14) «сказано в книге браней Господних: Вагеб в Суфе и потоки Арнона»                                                                                  |
| Вагой                       |                                                | Вагой                                       | по Плинию — евнух                                                     | (Иудифь. 12:10, 11) «Олоферн сделал пир… И сказал евнуху Вагою, управлявшему всем…»                                                                            |
| Ваенан                      | Тобия                                          | Ваенан (Товия)                              |                                                                       | |
| Ваиезафа                    | Вайзата                                        | Ваиезафа                                    | белый, чистый (персидск.)                                             | |
| Вакбакар                    |                                                | Вакбакар                                    | опустошение горы                                                      | |
| Ваквук                      |                                                | Ваквук                                      | излияние                                                              | |
| Вакинор                     |                                                | Вакинор                                     |                                                                       | |
| Вакинор                     |                                                | Вакинор                                     |                                                                       | |
| Вакхур                      |                                                | Вакхур                                      |                                                                       | |
| Вала (Библия)               |                                                | Вала                                        | от корня отпадать                                                     | |
| Валаам (прорицатель)        | Билеам (Валаам)                                | Валаам                                      | не принадлежащий к народу моему                                       | |
| Валадан (Библия)            |                                                | Валадан                                     | имеющий силу и богатство (санскр.)                                    | |
| Валак (царь)                | Балак                                          | Валак                                       | пустой, праздный                                                      | |
| Валамон                     |                                                | Валамон (Вельмен)                           |                                                                       | |
| Валла                       | Билга, рабыня Рахили                           | Валла                                       | страх, робость; по Гезению — скромность                               | |
| Валнуй                      |                                                | Валнуй (Биннуй)                             |                                                                       | |
| Валтасар                    | Бельшацар (Валтасар)                           | Валтасар (а)                                |                                                                       | |
| Даниил (пророк)             | Валтасар, имя Даниила Даниил (4)               | Валтасар (б)                                |                                                                       | (Дан. 1:7) «И переименовал их начальник евнухов — Даниила Валтасаром»                                                                                          |
| Ванаия                      |                                                | Ванаия                                      | от корня строить                                                      | |
| Ванея (воин Давида)         | Бениягу бен-Иегояда                            | Ванея (а)                                   | Бог строит, созидает                                                  | |
| Ванея (книга Ездры)         | Ванья                                          | Ванея (д)                                   | Бог строит, созидает                                                  | (1 Езд. 10:36) «Ванея, Меремоф, Елиашив» (2Езд. 9:26) «из сынов Фороса — Иерма и Иезия, и Мелхия и Маил, и Елеазар и Асевия и Ванея»                           |
| Ваний                       |                                                | Ваний                                       | от корня строить                                                      | |
| Вания                       |                                                | Вания                                       |                                                                       | (Неем. 9:4) «И стали на возвышенное место левитов: Иисус, Вания, Кадмиил, Шевания, Вунний, Шеревия, Вания, Хенани, и громко взывали»                           |
| Ванна (Библия)              |                                                | Ванна                                       |                                                                       | (2Езд. 5:26) «Левитов, сынов Иисуса и Кадмиила и Ванны и Судия, семьдесят четыре»                                                                              |
| Ванний (Библия)             | Бинуй (1)                                      | Ванний (Биннуй)                             |                                                                       | |
| Ваннус                      |                                                | Ваннус (Ваний; Биннуй)                      |                                                                       | |
| Варавва                     | Варавва                                        | Варавва (Иисус-Варавва)                     |                                                                       | |
| Варад (отец Гадара)         |                                                | Варад                                       |                                                                       | |
| Варак                       | Барак                                          | Варак                                       | блеск, молния                                                         | |
| Варахиил (Библия)           |                                                | Варахиил                                    | Богом благословенный                                                  | |
| Варвары                     | —                                              | Варвары                                     |                                                                       | |
| Вариисус                    | —                                              | Вариисус                                    | «сын Иисуса»                                                          | |
| Варкос                      |                                                | Варкос (Баркос; Вархус)                     | живописец                                                             | |
| Варнава (апостол от 70)     | Варнава, Иосия (Бар Нехама)                    | Варнава                                     | сын утешения                                                          | |
| Вародис                     |                                                | Вародис                                     |                                                                       | |
| Иисус-Иуст                  | —                                              | Иосиф Варсава (а)                           | сын Савы Иуст — праведный                                             | |
| Иуда Варсава                | —                                              | Иуда Варсава (б)                            | сын Савы                                                              | |
| Вартак                      |                                                | Вартак                                      |                                                                       | |
| Вартимей                    | —                                              | Вартимей                                    | сын Тимея                                                             | |
| Варух                       | Барух бен-Нерия                                | Варух                                       | благословенный                                                        | |
| Апостол Варфоломей          | Варфоломей                                     | Варфоломей                                  | сын Фалмая                                                            | |
| Вархуе                      |                                                | Вархуе                                      |                                                                       | (2Езд. 5:32) «Служителей при храме… сынов Вархуе» |
| Васалем                     |                                                | Васалем (Бацлуф; Вацлиф)                    |                                                                       | |
| Васан (область)             | Басан (Башан)                                  | Васан                                       | песчаный, мягкий (арабск.); по другим — базальтовая земля             | |
| Васара                      |                                                | Васара                                      |                                                                       | |
| Басемат                     | Басемат                                        | Васемафа                                    | бальзамическая, душистая, приятная                                    | |
| Василиск                    | Василиск                                       | Василиск                                    |                                                                       | (Пс. 90:13) «на аспида и василиска наступишь; попирать будешь льва и дракона»                                                                                  |
| Васкама                     |                                                | Васкама                                     |                                                                       | |
| Вассай                      |                                                | Вассай (Бецай; Вецай)                       |                                                                       | |
| Васфай                      |                                                | Васфай (Бесай; Весай)                       |                                                                       | |
| Вафрий                      |                                                | Вафрий, царь египетский                     |                                                                       | |
| Вафуил (отец пророка Иоиля) |                                                | Вафуил (отец пророка Иоиля)                 | чистосердечие Божие                                                   | |
| Вафуил (сын Нахора)         | Бетуель (Вафуиль; арамеец из Падан-Арама)      | Вафуил (сын Нахора)                         | муж Божий, по Фюрсту — жительство Божие                               | |
| Вацлиф                      |                                                | Вацлиф (Бацлуф; Васалем)                    |                                                                       | |
| Вашни                       | Вашни (Иоель, сын пророка Самуила)             | Иоиль (б)                                   |                                                                       | |
| Астинь                      | Вашти (Астинь)                                 | Астинь                                      | красивая женщина (древнеперсидск.)                                    | |

## Ве~
| Википедия                       | ЕЭБЕ                                                                         | БЭАН                                                        | Смысл имени согласно БЭАН и ЕЭБЕ                                                                                    | Строка Библии |
| ------------------------------- | ---------------------------------------------------------------------------- | ----------------------------------------------------------- | --- | --- |
| Веалия                          | Беалия                                                                       | Веалия                                                      | Иегова есть Баал (ЕЭБЕ) (Baal-Iah) Бог-Владыка (БЭАН)                                                               | |
| Веан                            |                                                                              | Веан                                                        | | |
| Веелиада                        | Баельяда (Беельяда; Эльяда)                                                  | Веелиада (Елиада; Елидае)                                   | которого знает Господь                                                                                              | |
| Вельзевул                       | Баал-Зебуб, бог, почитавшийся в Экроне; Вельзебуб, глава демонов в Евангелии | Веельзевул идол или божество аккаронское, охранявшее от мух | мушиный Баал (ЕЭБЕ) бог мух (БЭАН)                                                                                  | (4Цар. 1:2) «спросите у Веельзевула, божества Аккаронского» (Мф. 10:25) «Если хозяина дома назвали веельзевулом»                              |
| Веельсар                        | Билшан                                                                       | Веельсар (Билшан)                                           | сын языка, то есть красноречивый                                                                                    | |
| Веельтефм                       |                                                                              | Веельтефм (советник)                                        | | |
| Везек                           | Безек                                                                        | Везек                                                       | молния, сияние; по другим — золото                                                                                  | |
| Вектелеф                        |                                                                              | Вектелеф, равнина                                           | | |
| Велиал                          | Белияал                                                                      | Велиал                                                      | кто противится авторитету; нечестивый; недостойный; ветренник; человек без ярма (ЕЭБЕ); ничтожный, негодный (БЭАН)  | |
| Велфем                          |                                                                              | Велфем (Авел-Мехола)                                        | | |
| Вельмен                         |                                                                              | Вельмен, Валамон                                            | | (Иуд. 4:4) «Они послали во все пределы Самарии и Конии, и Ветерона…»                                                                          |
| Бар-Хадад                       | Бен-Гадад                                                                    | Венадад                                                     | сын Адада / Гадада                                                                                                  | |
| Венаия                          |                                                                              | Венаия (Бенаия; Бани)                                       | Воздвиг Господь | |
| Вениамин                        | Вениамин, родоначальник; Бен-Они; Веньямин                                   | Вениамин                                                    | сын десницы | |
| Вениамин (библейские персонажи) | Вениамин                                                                     | Вениамин                                                    | сын десницы | |
| Колено Вениаминово              | Вениамин, колено Израиля                                                     | Вениаминово колено                                          | | |
| Вениаминовы ворота              |                                                                              | Вениаминовы вороты                                          | | (Иер. 37:12, 13) «Иеремия пошел из Иерусалима, чтобы уйти в землю Вениаминову… Но когда он был в воротах Вениаминовых…»                       |
| Венинуй                         |                                                                              | Венинуй                                                     | | |
| Веон                            | Беон                                                                         | Веон                                                        | дом, жилище | |
| Веор                            | Веор (Беор) — 1) отец эдомитского царя Белы                                  | Веор (а) отец Белы, один из первых царей Идумеи             | лампада, светильник                                                                                                 | (Быт. 36:32) «царствовал в Едоме Бела, сын Веоров, а имя городу его Дингава»                                                                  |
| Веор                            | Веор (Беор; в Вульгате — Bosor) — 2) отец Билеама                            | Веор, Восор (б) отец пророка Валаама                        | лампада, светильник                                                                                                 | (Чис. 22:5) «послал он послов к Валааму, сыну Веорову, в Пефор, который на реке Евфрате»                                                      |
| Ива                             | Верба , предмет богослужения                                                 | Верба (ива)                                                 | | |
| Верблюды                        | Верблюд                                                                      | Верблюд                                                     | евр. гамал, носильщик, возница                                                                                      | |
| Береника (дочь Ирода Агриппы I) | Береника (2)                                                                 | Вереника                                                    | победу несущая | |
| Вереск                          |                                                                              | Вереск                                                      | | (Иер. 17:6) «Он будет как вереск в пустыне и не увидит, когда придет доброе»                                                                  |
| Верехия                         |                                                                              | Верехия                                                     | | |
| Верея (Библия)                  |                                                                              | Верея                                                       | | |
| Верзеллий                       | Барзиллай                                                                    | Верзеллий                                                   | сделанный из железа                                                                                                 | |
| Верия                           | —                                                                            | Верия, македонский город                                    | | |
| Весай                           |                                                                              | Весай (Бесай; Васфай)                                       | (по Гезению) завоеватель                                                                                            | |
| Веселеил                        | Бецалель                                                                     | Веселиил                                                    | сын осенения или покровительства Божия                                                                              | |
| Весы в Библии                   | Весы                                                                         | Вес, весы                                                   | 1) «moznaim» — весы правды (Иов. 31:6); 2) «kaneh» — весы (Ис. 46:6) 3) «peles» — весы и весовые чаши (Прит. 16:11) | (Лев. 19:35, 36) «Не делайте неправды в суде, в мере, в весе и в измерении: да будут у вас весы верные, гири верные, ефа верная и гин верный» |
| Ветани                          |                                                                              | Ветани, местность                                           | | |
| Ветры в Библии                  | Ветры                                                                        | Ветер                                                       | только 4 ветра: северный, южный, восточный и западный                                                               | |
| Ветилуя                         | Бетулия                                                                      | Ветилуя, город                                              | дом Иеговы, или дом восхождения                                                                                     | |
| Ветирус                         |                                                                              | Ветирус                                                     | | (2Езд. 5:17) «сынов Ветируса три тысячи пять»                                                                                                 |
| Ветолий                         |                                                                              | Ветолий                                                     | | (2Езд. 5:21) «Число народа с начальниками их… из Ветолия пятьдесят два»                                                                       |
| Ветомесфем                      |                                                                              | Ветомесфем, город                                           | | |
| Ветоним                         | Бетоним                                                                      | Ветоним, город                                              | фисташковые орехи                                                                                                   | |
| Вефара                          |                                                                              | Вефара, местность                                           | Βαιθάρ Септуагинты; такой местности нет в масоретском тексте                                                        | (2Цар. 15:24) «несли ковчег завета Божия из Вефары»                                                                                           |
| Вефасмон                        | Азмавет (4); Бет-Азмавет                                                     | Вефасмон (Азмавеф; Беф-Азмавеф)                             | | |
| Вефваси                         | Бет-Бешен                                                                    | Вефваси                                                     | дом Божий | |
| Вефиль                          | Бет-Эль (Вефиль)                                                             | Вефиль                                                      | | |
| Вефир                           |                                                                              | Вефир, город                                                | | |
| Вифлеем                         | Бет-Лехем (Вифлеем)                                                          | Вефломон (Вифлеем)                                          | | (2Езд. 5:17) «сынов Вефломонских сто двадцать три»                                                                                            |
| Вефор                           | —                                                                            | Вефор                                                       | в еврейском тексте этого названия нет, а только в Септуагинте                                                       | (1Цар. 14:47) «Саул… воевал со всеми окрестными врагами своими, с Моавом и с Аммонитянами, и с Едомом [и с Вефором]»                          |
| Вефорон                         | Бет-Хорон                                                                    | Вефорон                                                     | дом ям или пещер | |
| Вефпалет                        | Бет-Пелет                                                                    | Вефпалет                                                    | дом убежища | |
| Бет-Шемеш                       | Бет-Шемеш (Вефсамис; Ир-Шемеш)                                               | Вефсамис                                                    | дом солнца | |
| Вефсахара                       |                                                                              | Вефсахара                                                   | | |
| Вефул                           | Бетуль (Бетуель)                                                             | Вефул                                                       | | |
| Вефхор                          | Бет-Кар                                                                      | Вефхор                                                      | дом ягнят | |

## Ви~
| Википедия            | ЕЭБЕ                 | БЭАН                  | Смысл имени согласно БЭАН и ЕЭБЕ         | Строка Библии |
| -------------------- | -------------------- | --------------------- | ---------------------------------------- | --- |
| Виваий               | Бебай                | Виваий (Бевай)        |                                          | |
| Вивая                | Бебай                | Вивая, местность      |                                          | |
| Визефа               |                      | Визефа                | место маслин                             | |
| Визиофия             | Бизьотия (Визиофия)  | Визиофия, город       |                                          | |
| Бэл                  | Бел                  | Вил                   | верховный владыка                        | |
| Вилга (Библия)       | Билга, священники    | Вилга                 | веселость, хорошее расположение духа     | |
| Вилдад               | Билдад               | Вилдад                | сын спора                                | |
| Вилем                | Бишлам               | Вилем (Бишлам)        |                                          | |
| Виннуй               |                      | Виннуй (Биннуй)       | строение                                 | «В четвертый день мы сдали весом серебро, и золото, и сосуды в дом Бога нашего, на руки Меремофу… и Ноадии, сыну Виннуя…» |
| Виночерпий в Библии  | Виночерпий           | Виночерпий            |                                          | (Быт. 40:1) «виночерпий царя Египетского и хлебодар провинились»                                                          |
| Вирог                | Беерот               | Вирог (Беероф), город | колодцы                                  | |
| Беэр-Шева            | Беер-Шеба (Вирсавия) | Вирсавия, город       | кладезь клятвы                           | |
| Вирсавия             | Бат-Шеба             | Вирсавия (жена Урия)  | дочь клятвы                              | |
| Виссон               | Виссон (byssus)      | Виссон, ткань         |                                          | |
| Вифавара             | Бет-Абара            | Вифавара, местность   | дом переправы                            | |
| Вифания              | —                    | Вифания               | дом фиников, или дом угнетения, бедствия | |
| Вифезда              |                      | Вифезда               | дом милосердия                           | |
| Вифиния              | Вифиния              | Вифиния               |                                          | (Деян. 16:7) «Дойдя до Мисии, предпринимали идти в Вифинию»                                                               |
| Вифлеем              | Бет-Лехем (1)        | Вифлеем (Ефрафа)      | дом хлеба                                | |
| Вифлеем Завулонов    | Бет-Лехем (2)        | Вифлеем Завулонов     | дом хлеба                                | |
| Вифсаида             | —                    | Вифсаида              | дом рыбной ловли                         | |
| Виффагия             | —                    | Виффагия              | место фиг или смокв                      | |
| Власт (постельничий) | —                    | Власт                 | цветущий                                 | |
| Власяница            | Вретище              | Власяница (вретища)   | мешок                                    | |

## Во~
| Википедия            | ЕЭБЕ                                   | БЭАН                                    | Смысл имени согласно БЭАН и ЕЭБЕ    | Строка Библии |
| -------------------- | -------------------------------------- | --------------------------------------- | ----------------------------------- | --- |
| Боаз и Яхин          | Боаз                                   | Воаз                                    | сила                                | (3Цар. 7:21) «столбы к притвору храма; поставил столб на правой стороне и дал ему имя Иахин, и поставил столб на левой стороне и дал ему имя Воаз» |
| Воанергес            | —                                      | Воанергес                               | сыны громовы                        | (Мк. 3:17) «Иакова Зеведеева и Иоанна, брата Иакова, нарекши им имена Воанергес, то есть „сыны громовы“» |
| Вода очищения        | Вода очищения                          | Вода очищения                           |                                     | (Чис. 8:7) «возьми левитов… окропи их очистительною водою» |
| Вода ревнования      | Вода ревнования                        | Вода ревнования                         | Вода горькая, наводящая проклятие   | (Чис. 5:11, 18) «если изменит кому жена… в руке же у священника будет горькая вода, наводящая проклятие» |
| Водные ворота        |                                        | Водные ворота                           |                                     | (Неем. 3:26) «Нефинеи же, которые жили в Офеле, починили напротив Водяных ворот к востоку» |
| Буккий               |                                        | Вокк (Буккий; Вориф)                    |                                     | (2Езд. 8:2) « пришел Ездра, сын Азарии, Зехрия, Хелкия, Салима, Саддука, Ахитова, Амария, Озии, Мемерофа, Зарея, Сауя, Вокка, Ависая, Финееса, Елеазара, Аарона первосвященника»                                                                                             |
| Волхвы в Библии      | Ворожба                                | Волхвы                                  |                                     | (Быт. 41:8) «призвал всех волхвов Египта и всех мудрецов» (Исх. 22:18) «Ворожеи не оставляй в живых» |
| Волчцы               |                                        | Волчцы                                  |                                     | (Быт. 3:17, 18) «Адаму же сказал: за то… терния и волчцы произрастит она тебе» |
| Вооз                 | Боаз                                   | Вооз                                    | крепость, сила                      | (Руф. 2:1) «У Ноемини был родственник по мужу ее, человек весьма знатный, из племени Елимелехова, имя ему Вооз» |
| Буккий               |                                        | Вориф (Буккий)                          |                                     | (3Езд. 1:2) «книга Ездры пророка, сына Сераии, сына Азарии, сына Хелкии, сына Шаллума, сына Садока, сына Ахитува, сына Ахии, сына Финееса, сына Илия, сына Амарии, сына Асиела, сына Мерайофа, сына Арна, сына Уззия, сына Ворифа, сына Авишуя, сына Финееса, сына Елеазара» |
| Воскрилия            | —                                      | Воскрилия одежд                         |                                     | (Матф. 23:5) «дела свои делают с тем, чтобы видели их люди: расширяют хранилища свои и увеличивают воскрилия одежд своих» |
| Восора               | Боцра (Босра), эдомитский город        | Восора идумейская                       | крепость (ЕЭБЕ) овечий загон (БЭАН) | (Быт. 36:33) «воцарился… Иовав, сын Зераха, из Восоры» (1Пар. 1:44) «воцарился… Иовав, сын Зераха, из Восоры» |
| Восор                | Боцра (Босра; Босор), моабитский город | Восор (а)                               | крепость                            | (Иер. 48:24) «суд пришел… и на Кериоф и на Восор» |
| Восор (Галаад)       | Босора                                 | Восор (б), галаадский                   | крепость                            | (1Мак. 5:26) «в Галааде… многие… заперты в Васаре и Восоре» |
| Бесор                | Бесор                                  | Восор (в), долина и поток колена Иудина | крепость                            | (1Цар. 30:9) «преследовал Давид сам и четыреста человек; двести же человек остановились, потому что были не в силах перейти поток Восорский» |
| Восор (отец Валаама) | —                                      | Восор (отец Валаама) (Веор)             |                                     | (2Пет. 2:15) «Оставив прямой путь, они заблудились, идя по следам Валаама, сына Восорова, который возлюбил мзду неправедную» |
| Вофси                | Вофси (Вульгата — Vapsi)               |                                         |                                     | (Чис. 13:15) «из колена Неффалимова Нахбий, сын Вофсиев» |
| Воцкаф               | Боцкат                                 | Воцкаф (Боцкаф), город колена Иудина    | холм, возвышение                    | (Нав. 15:39) «Лахис, Воцкаф и Еглон» |
| Бог                  | Всемогущество Божие                    | Всемогущий                              | евр. Шаддай                         | (Быт. 17:1) «Господь явился Авраму и сказал ему: Я Бог Всемогущий» |

## Ву~
| Википедия       | ЕЭБЕ          | БЭАН                  | Смысл имени согласно БЭАН и ЕЭБЕ | Строка Библии                                                 |
| --------------- | ------------- | --------------------- | -------------------------------- | ------------------------------------------------------------- |
| Аман Вугеянин   | Гаман         | Вугеянин (агагитянин) | из племени Агага                 |                                                               |
| Вуз (Библия)    | Буз           | Вуз                   | презренный, презрение            |                                                               |
| Вузий           | Бузи          | Вузий                 |                                  |                                                               |
| Елиуд           |               | Вузитянин             |                                  |                                                               |
| Вуна            |               | Вуна                  | разум, ум                        |                                                               |
| Вунний          | Бунни         | Вунний                |                                  |                                                               |
|                 |               | Вызыватели мёртвых    |                                  | «если какая душа обратится к вызывающим мертвых…» (Лев. 20:6) |
| Высоты в Библии | Рамот (Бамот) | Высоты                |                                  |                                                               |